# Старые Петровцы
Ста́рые Петро́вцы (укр. Старі Петрівці) — село, входит в Вышгородский район Киевской области Украины.
Население по переписи 2001 года составляло 2963 человек. Почтовый индекс — 07353. Телефонный код — 4596.

## Местный совет
07353, Киевская обл., Вышгородский р-н, с. Старые Петровцы, ул. Князя Святослава, 153а  (укр.)

## История
- Лаврентий Похилевич в «Сказании о населённых местностях Киевской губернии» (1864 год) пишет:
  - «между Лютежем и Новыми Петровцами в 3-х верстах от того и другого села. Жителей обоего пола 724. К Межигорской фабрике не причислялись. У жителей сохранилось предание, что на месте Петровец существовал некогда город, Батыем разрушенный. Но признаков давнего населения этой местности нет, исключая церковища, или места, на котором когда-то была церковь. Село окружено со всех сторон бором, исключая восточную, примыкающую к Днепровским лугам. Село прежде принадлежало к имениям Межигорского монастыря, а в настоящее время к государственным имуществам. В нём учреждено волостное правление, заведующее окрестными казёнными сёлами и деревнями, начиная от Вышгорода до Борок. Разрешена к построению кладбищная деревянная церковь».

## Культура
В ноябре 2008 года в Старых Петровцах был торжественно открыт памятник Киевскому князю Святославу Игоревичу, авторы памятника скульпторы Крылов Борис и Сидорук Олесь

## Галерея

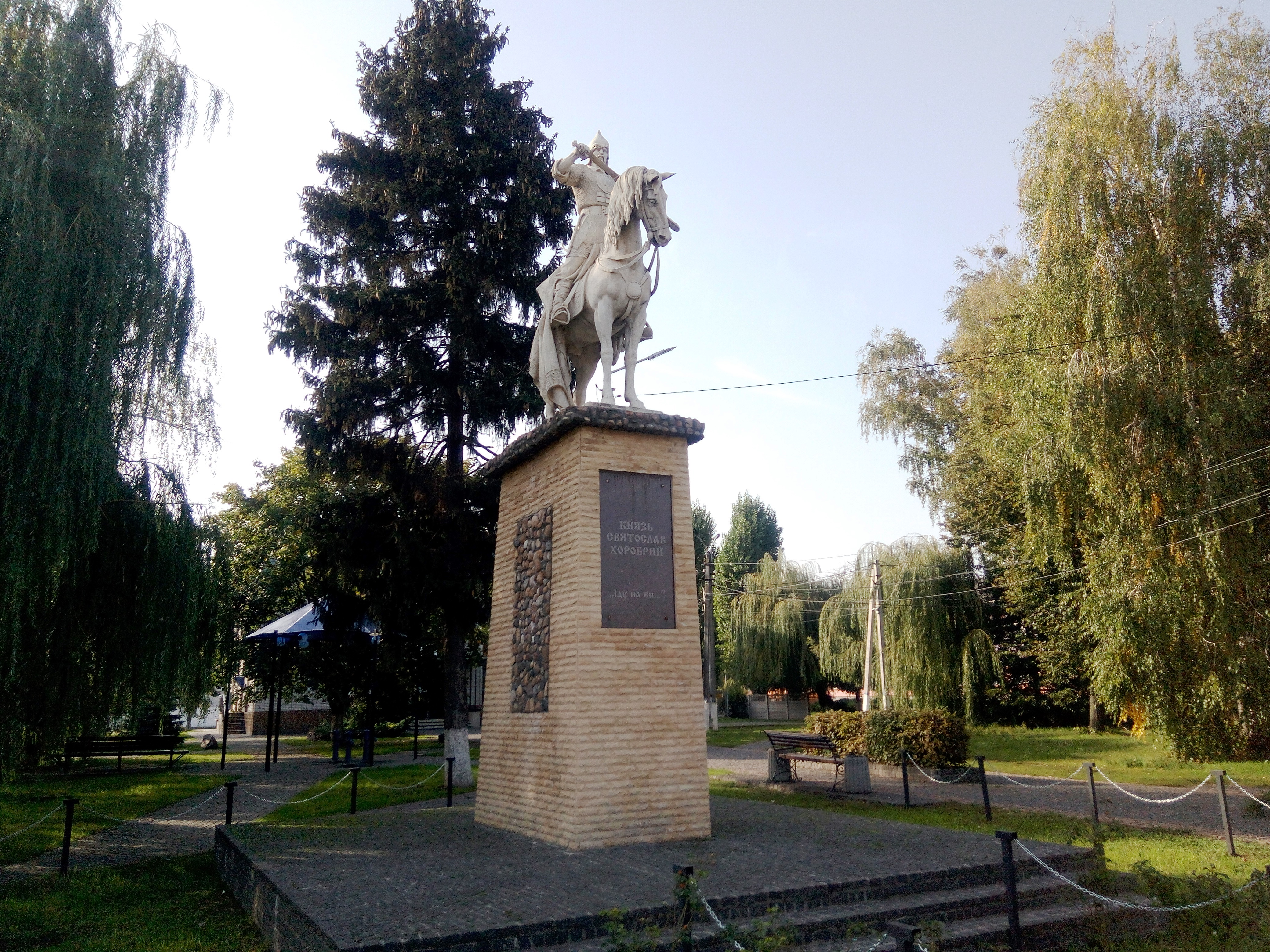
Памятник князю Святославу Храброму
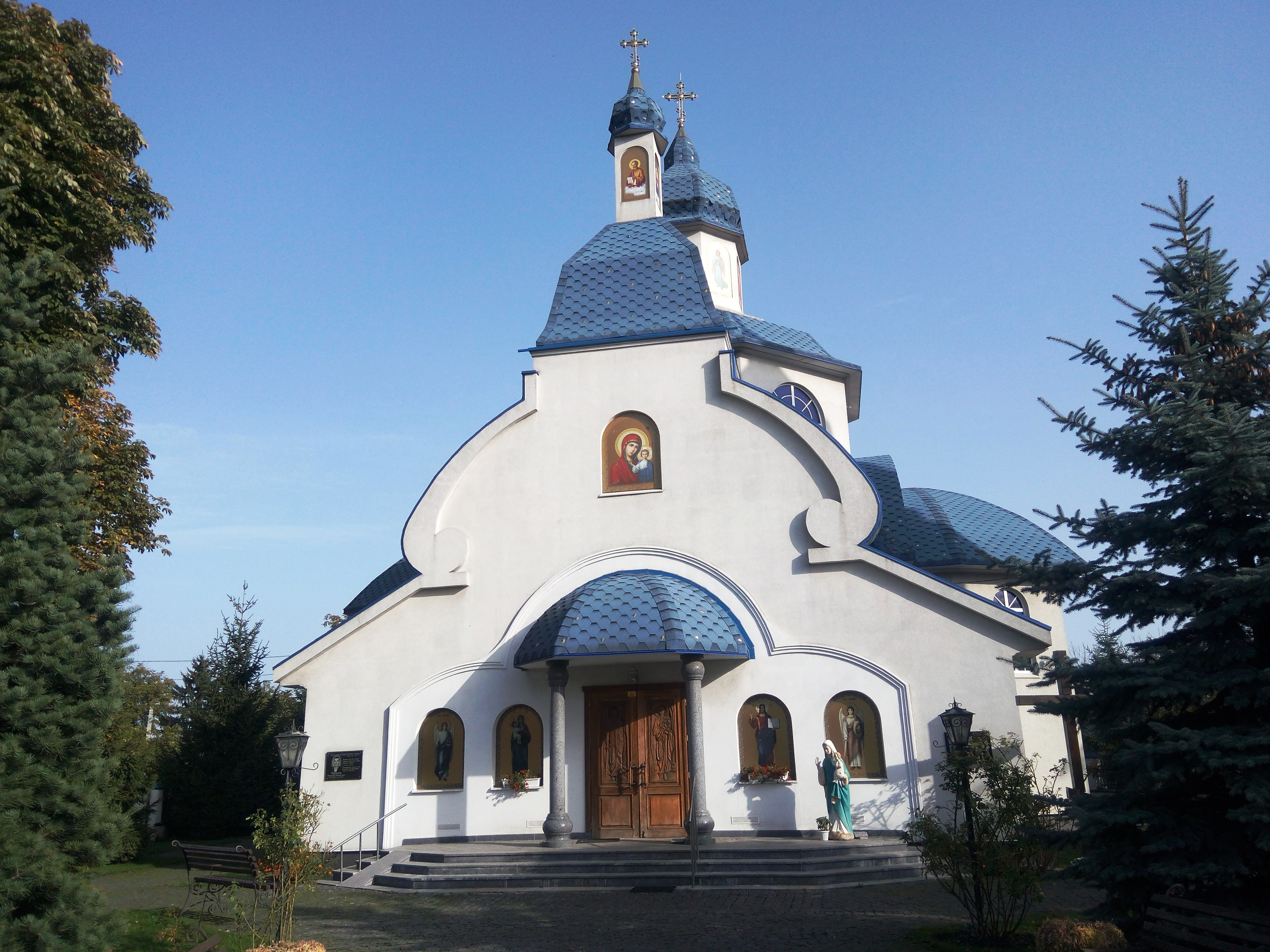
Церковь в Старых Петровцах